# Château-des-Prés
Château-des-Prés – miejscowość i dawna gmina we Francji, w regionie Burgundia-Franche-Comté, w departamencie Jura. W 2013 roku populacja ówczesnej gminy wynosiła 197 mieszkańców. 
W dniu 1 stycznia 2019 roku z połączenia dwóch ówczesnych gmin – Château-des-Prés oraz Grande-Rivière – powstała nowa gmina Grande-Rivière Château. Siedzibą gminy została miejscowość Le Guillons. 